# Caso Thornton
O Caso Thornton, também conhecido como Thornton Affair, Thornton Skirmish, Thornton's Defeat ou Rancho Carricitos foi uma batalha em 1846 entre as forças militares dos Estados Unidos e do México 32 km a oeste rio acima do acampamento de Zachary Taylor ao longo o Rio Grande.  A força mexicana muito maior derrotou os norte-americanos no início das hostilidades e foi a principal justificativa para o apelo do presidente dos Estados Unidos, James K. Polk, ao Congresso para declarar guerra.

## Batalha
Taylor recebeu dois relatórios em 24 de abril de mexicanos cruzando o Rio Grande, a primeira travessia abaixo de seu acampamento, a outra uma travessia rio acima. Taylor ordenou que o capitão Croghan Ker investigasse rio abaixo e o capitão Seth B. Thornton com duas companhias de dragões para investigar rio acima. Ker não encontrou nada, mas Thornton caiu em uma emboscada e sua força de 80 homens foi rapidamente dominada pelos 1600 de Torrejon, resultando na captura daqueles que não foram mortos imediatamente. O guia de Thornton trouxe notícias das hostilidades para Taylor e foi seguido por uma carroça de Torrejón contendo os seis feridos, Torrejon afirmando que não poderia cuidar deles.

## Declaração de guerra
Ao saber do incidente, o presidente James K. Polk pediu uma declaração de guerra antes de uma sessão conjunta do Congresso dos Estados Unidos e resumiu sua justificativa para a guerra afirmando:
"A taça da indulgência já havia se esgotado antes mesmo das recentes informações da fronteira do Del Norte [Rio Grande]. Mas agora, depois de reiteradas ameaças, o México ultrapassou a fronteira dos Estados Unidos, invadiu nosso território e derramou sangue americano sobre o solo americano. Ela proclamou que as hostilidades começaram e que as duas nações estão agora em guerra."
Em 13 de maio de 1846, o Congresso dos Estados Unidos declarou guerra ao México, apesar da posição do governo mexicano de que Thornton havia cruzado a fronteira com o Texas mexicano, que o México sustentava começar ao sul do rio Nueces (a fronteira histórica da província do Texas). A oposição também existiu nos Estados Unidos, com um senador declarando que o caso havia sido "tanto um ato de agressão de nossa parte quanto um homem apontando uma pistola para o peito de outro". O congressista Abraham Lincoln exigiu saber o "ponto particular do solo em que o sangue de nossos cidadãos foi derramado". A Guerra Mexicano-Americana que se seguiu foi travada de 1846 a 1848, que custou a vida de muitos milhares e a perda de todas as províncias do norte do México.